# Carant del Duc
El Carant del Duc és un carant del terme municipal de Castell de Mur (antic terme de Mur), del Pallars Jussà, situat en terres del poble de Vilamolat de Mur.
Es troba a ponent de Vilamolat de Mur, a ponent del Tros de Sant Gregori i de l'ermita de Sant Gregori i al nord de la Roureda de Josep. Tot i que es coneix amb aquest nom un lloc concret, es tracta d'un petit barranc de molt pendent a la dreta de la llau del Toll, que és on aflueixen les seves aigües quan plou.